# Daiki Takamatsu
Daiki Takamatsu (高松 大樹, Takamatsu Daiki, Ube, 8 september 1981) is een Japans voormalig voetballer die als aanvaller speelde.

## Clubcarrière
Takamatsu tekende in 2000 bij Oita Trinita.

## Interlandcarrière
Takamatsu debuteerde in 2006 in het Japans nationaal elftal en speelde 2 interlands. Hij vertegenwoordigde zijn vaderland op de Olympische Spelen 2004 in Athene, waar de selectie onder leiding van bondscoach Masakuni Yamamoto in de groepsronde werd uitgeschakeld.

## Statistieken
| Japans voetbalelftal | Japans voetbalelftal | Japans voetbalelftal |
| Jaar                 | Wed.                 | Dlp.                 |
| -------------------- | -------------------- | -------------------- |
| 2006                 | 1                    | 0                    |
| 2007                 | 1                    | 0                    |
| Totaal               | 2                    | 0                    |

## Erelijst
Oita Trinita
- J.League Cup

2008